# Chilothorax longetarsalis
Chilothorax longetarsalis är en skalbaggsart som beskrevs av Riccardo Pittino 1988. Chilothorax longetarsalis ingår i släktet Chilothorax och familjen Aphodiidae. Inga underarter finns listade i Catalogue of Life.